# Артезіан

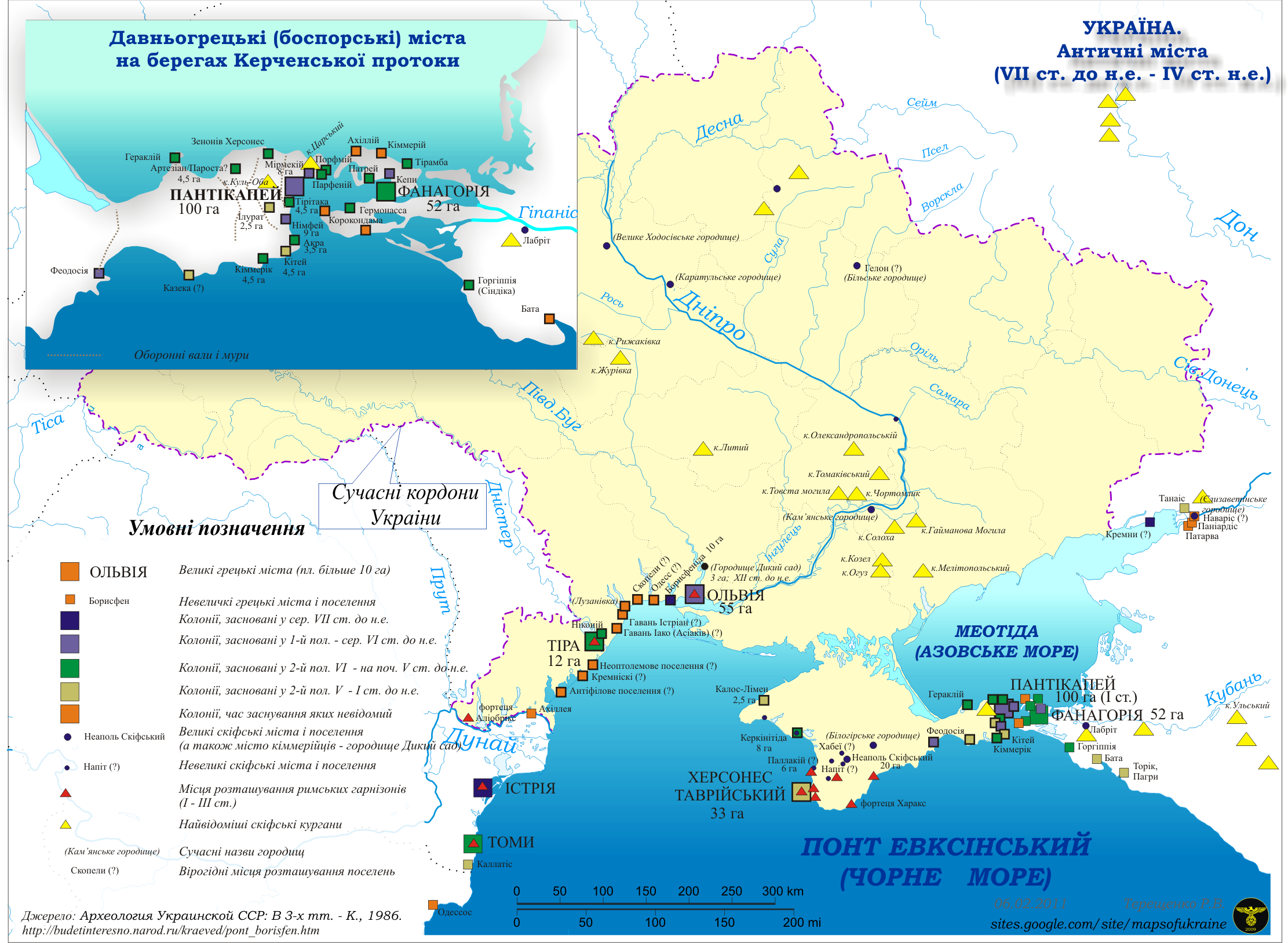
Артезиан на мапі античного Причорномор'я

Артезіан — античне городище в Україні на Керченському півострові (АР Крим), колишня давньогрецька колонія, потім боспорське місто. Існувало з VI ст. до н. е. до IV століття, коли було остаточно зруйноване і загинуло внаслідок гунської навали. Координати — 45.39678, 36.16737

## Опис
Городище Артезіан — це унікальна багатошарова пам'ятка з дуже складною стратиграфією. Потужність шарів енеолітичного, античного та середньовічного часів сягає 5 м. За припущеннями фахівців, на місці городища розташовувалося старовинне місто Пароста, яке згадували Пліній у I ст. н. е. та Клавдій Птолемей у II ст. н. е. Потужна фортеця оберігала життєво важливі осередки Боспорського царства від нападів кочовиків.
Городище займає природне узвишшя в центрі урочища Артезіан (Салин), на місці колишнього села Паша-Салин, за 2,5 км на північ від селища Чистопілля Ленінського району АР Крим. Воно розташоване на мисі, між північною та південною балками, які у давнину мали більшу глибину та стрімкіші схили. З півдня, півночі та сходу урочище обмежене невисокими кам'янистими кряжами, утвореними виходами сарматських вапняків. На поверхні добре помітні траси давніх шляхів, позначені ланцюжками курганів епохи енеолітобронзової доби. Висота курганів — від 1-2 до 3-7 м, діаметр сягає кількох десятків метрів. Переважна їхня частина у старовину була пограбована й дуже розорана.
Природний ландшафт урочища доволі спокійний, рівнинний. Локальний територіально-господарський район за природно-кліматичними та ландшафтними особливостями зручний для розвитку рільництва, скотарства, промислової діяльності. Плідний ґрунт, розмаїття джерел питної воді, насадження дерев, забезпеченість будівельними матеріалами, здоровий клімат, зручність комунікації та наявність зручного виходу до Азовського моря визначили наперед активне освоєння цієї території принаймні з кам'яної доби. В ті часи територія урочища була вкрита доволі густим лісом, що переходив ближче до скелястого узбережжя Азовського моря у піщані дюни. У низинній частині урочища текла повноводна річка, повна риби. На зручних для життя місцях з'явилися постійні та тимчасові стоянки давніх мисливців і рибалок кам'яної доби, а потім на їхньому місці виникли поселення рільничого та скотарського профілю епохи бронзи. У ті часи значне місце мали різні морські промисли, що передбачали добре знання навігації та вміння будувати судна. В античний та середньовічний період Артезіанська долина була густо заселена, її природні ресурси піддавалися інтенсивній антропогенній експлуатації.
Рослинність місцевості — трав'яна степова, характеризується багаторічними посухостійкими травами з перевагою полину, ковили і типчаку, влітку рясно вкриває поверхню. У південній частині наявна недіюча система водозбору, що налічує занедбані артезіанські свердловини та траншеї демонтованих водогонів.
Поселення визначається як елліністичне, військово-землеробське. Поселення такого штибу були соціально-економічними та військово-адміністративними центрами; їхні мешканці за користування землею відбували військову службу та платили податки, при цьому в соціальному аспекті вони були вільними людьми. Центральне розташування Артезіана забезпечувало його домінування над рештою поселень урочища в торгівельному, сировинному, ремісничому та оборонному значеннях. Населений пункт був зручним для збору податків чи контролю за поселеннями вказаної території, оскільки перебував на однаковій відстані від морського узбережжя та провідних укріплених поселень сусідніх територіально-господарських зон. Припускається, що тут могли постійно або тимчасово (під час жнив) перебувати представники державної адміністрації та якийсь військовий контингент. Можливо, тут перебували люди, що професійно займалися торгівлею, збирали та реалізували надлишки сільськогосподарської та ремісничої продукції населення урочища.
З часів утворення Боспорського царства у V ст. урочище Артезіан стає важливою економічною та стратегічною базою царської влади. Екологічне мікросередовище урочища створювало чудові умови для ведення осілого господарства, що ґрунтувалося на рільництві та прибудинковому пастівному тваринництві, а також для розвитку гончарського, ковальського та інших ремесел. Особливо щільно була населена прибережна зона: цьому сприяли добрі плідні ґрунти та мікроклімат, достаток питної води та багате на біоресурси море.
Городище укріплене ровами та валами. В його центральній частині височіє «цитадель», по краях — чотири зільники. Вибір місця для спорудження «цитаделі» був продиктований військово-стратегічними міркуваннями; її будівничі явно прагнули використати природні вигоди топографічного положення задля максимального полегшення завдань оборони фортеці та завдання незручностей штурмувальникам. Зручний підхід до поселення був лише зі східного боку, де були розташовані три зільники, а за ними — розлогий некрополь, розрізаний кількома давніми шляхами 2-4 м завширшки. З південно-східного боку поселення північна та південна балки з'єднуються й утворюють природну котловину округлої у плані форми, яка у давнину використовувалась як водосховище; його глибина сягала 3-4 м, ширина — 100 м.
Протягом 1200-річної історії городище неодноразово зазнавало руйнації внаслідок штурмів, пожеж і потужних землетрусів, однак завжди відбудовувалося. Вигляд матеріальної культури городища в античний період VI ст. до н. е. — IV ст. н. е. — античний грецький; варварський вплив виявляється незначно.
Найбільшу цікавість становлять залишки «цитаделі» перших століть нашої ери з потужними прямокутними вежами та фортечними мурами, спорудженими з великих рустованих квадрів. Після руйнувань фортеця принаймні тричі перебудовувалася. Її оточував частково облицьований камінням рів (глибина — до 3-4 м, ширина — 11-12 м) з додатковим зовнішнім муром. Вежі фортеці мали ретельну кладку майже математично правильних пропорцій; разом із вежами вони будувалися з розрахунком на якомога більшу антисейсмічну стійкість і посилення опору дії таранів.
На кількох терасах у південній частині городища розташовані нижні поверхи казарм часів царя Мітридата Євпатора з потужними стінами, складеними з квадрів; правильність їхнього планування, монументальність і техніка «шахової» кладки є незвичними для архітектурних споруд Північного Причорномор'я.
На території городища відкрито два ізольовані форти перших століть нашої ери з круглими вежами та прилеглими до них приміщеннями; вони не входили до зовнішньої системи оборони. Вежі, судячи з їхніх потужних підвалин, були не менш ніж 8-12 м заввишки. Вони височіли над іншими спорудами й були важливими локальними вузлами оборони. З їхніх верхніх поверхів добре проглядалися околиці, Азовське узбережжя та мис Казантип. Перший поверх був напівпідвальним і міг використовуватися для зберігання харчів, майна та сільськогосподарських знарядь.
Господарські та житлові будівлі городища мали правильне планування. Вони групувалися в квартали, витягнуті вздовж брукованих вулиць, які повторювали обриси терас. Стіни будівель, складені на кам'яному цоколі з сирцевої цегли, вкривала штукатурка, а дахи мали черепичні покрівлі. Вода та стоки відводилися з території житлової забудови городища. Окремі будівлі містили мармурові архітектурні деталі. Усе це свідчить про доволі високий рівень життя мешканців. Будівлям притаманне використання містких зерносховищ — ґрунтових ям грушеподібної або циліндричної форми, з викладеною камінням горловиною та герметичною кришкою. Вони мали глибину до 3-5 м і діаметр у придонній частині до 2,5-3,5 м. Великі обсяги ям свідчать, що виробництво хліба було домінуючою галуззю господарства. Також мешканці займалися виноробством: були виявлені чотири виноробні з великими прямокутними цистернами для збору вичавленого соку, потужними пресами та напівпідвальними виносховищами зі вкопаними на різну глибину піфосами. Значну роль також відігравали скотарство та птахівництво. До того ж, мешканці поселення займалися гончарним, ткацьким, міде- та залізоплавильними, склоробним ремеслами, будівництвом, полюванням і рибальством.
У розташованому на 15 га за межами городища античному некрополі серед поховальних споруд переважали прямокутні ґрунтові могили (іноді з закругленими кутами), не притаманні Кримському Приазов'ю. На некрополі відкрито кілька монументальних кам'яних склепів — родових усипалень заможної еліти поселення. Поховання здійснювалися у трунах, поховальних ложах, саркофагах та без них. Серед інших досліджені поховання собак і коней, здійснені в овальних ямах неправильної форми. У різні часи некрополь зазнав активного втручання мародерів.
Виявлені у знахідках рясні зразки використання грецької мови мешканцями городища свідчить про культурну тяглість і певний освітній рівень дитячого та дорослого населення.
За 2 км на південний захід від городища Артезіан на місці занедбаного села Маяк-Салин було виявлено інше античне поселення «Маяк». На південь від них, у районі сучасного селища Чистопілля, на перепаді висот було розташоване ще одне античне поселення — «Салин», прикрите з західного боку «фортом».

## Дослідження
Археологічні пам'ятки городища Артезіан досліджуються з 1950-х рр. Переважна частина прибережних пам'яток відкрита у 1950-60-х рр. Східнокримським загоном Причорноморської експедиції під керівництвом І. Т. Кругликової.
Пам'ятки степової зони урочища (Артезіан, Багерове-Північне) виявлені під час розвідок Східнокримської археологічної експедиції Інституту археології Академії наук (СКАЕ ІА АН) СРСР в середині 1980-х рр. під керівництвом О. О. Масленникова.
У 1960-х рр. розкопки на великій площі проводилися лише у південно-західній приморській частині урочища Артезіан — на Ново-Відрадненському поселенні. Ця пам'ятка та розташований поруч некрополь у літературі згадувалися неодноразово, однак переважна частина матеріалів з їхніх розкопок так і не була впроваджена у науковий обіг, лишаючись у звітах. На північному заході урочища протягом кількох польових сезонів розкопувалися поселення Золоте-Берег і Золоте-Плато, а також розташовані поруч могильники.
Перші розвідки в центральній частині урочища Артезіан були проведені СКАЕ ІА АН СРСР під керівництвом О. О. Масленникова у 1986 р. З 1987 р. пам'ятки урочища досліджував Артезіанський загін СКАЕ ІА АН СРСР, утворений зусиллями Кримської філії Інституту археології АН СРСР, Центру творчості дітей і молоді ім. О. Косарева (Москва) та ліцею № 1502 при Московському енергетичному інституті на базі молодіжного археологічного загону Східнокримської археологічної експедиції Інституту археології АН СРСР. У 1994 р. за ініціативи Московського педагогічного державного університету (МПДУ) та Кримської філії Інституту археології НАН України було утворено міжнародну російсько-українську Артезіанську археологічну експедицію (ААЕ). Її керівником відтоді й дотепер є доктор історичних наук, професор, завідувач кафедри історії давнього світу та середньовіччя історичного факультету МПДУ, член Експертної ради з археології, історії та суміжним наукових дисциплін Ради Федерації РФ Микола Винокуров. Протягом кількох десятиліть ААЕ проводила дослідження урочища Артезіан у Кримському Приазов'ї, центральними об'єктами яких є городище та некрополь «Артезіан». Було досліджено культурний шар на площі понад 7 га.
Дослідження городища проводилися за кілька етапів:
- І — 1988—2001 рр.;
- ІІ — 2001—2006 рр.: розширення площі досліджень, проведених наприкінці 1990-х рр., початок робіт на некрополі, створення умовної Артезіанської системи координат;
- ІІІ — 2006—2016 рр.;
- IV — 2016—2017 рр.

Розкопки городища Артезіан проводилися безперервно з 1987 р., курганів епохи бронзи на південному схилі урочища Артезіан — у 1989 та 1994 рр.; некрополя — у 2000—2007 рр.; городища Багерове-Північне — у 1987, 1991 і 1995 рр., городища Золоте-Берег — 1990 р., городища Тасунове — 2005 і 2007 рр., підводні археологічні дослідження у прибережній зоні Казантипської затоки — у 2007—2008 рр.
У 1991 р. за кількасот метрів на південь від селища Золоте було виявлено затоплену кам'яну стіну, яку було інтерпретовано як залишки молу античної гавані, що могла приймати кораблі великих розмірів і була здатна обслуговувати як близькі, так і віддалені населені пункти.
У 1992 р. вперше було досліджено територію південно-західного некрополя городища Артезіан.
Наприкінці 1990-х — на початку 2000-х рр. урочище Артезіан стало місцем проведення розвідок С. Л. Смєкалова, пов'язаних із підготуванням археологічної мапи Криму, внаслідок яких були надані GPS-координати численним курганам урочища, об'єктам городища та некрополя Артезіан. На окремих ділянках проводилися геомагнітні дослідження.
З 2003 р. зусилля ААЕ були сконцентровані на створенні в урочищі Артезіан історико-культурного заповідника, проте ця ідея не була реалізована.
В липні 2010 р. Микола Винокуров заявив, що городище Артезіан 9 років інтенсивно грабують «чорні копачі», і закликав владу звернути увагу на цю проблему та захистити історичні пам'ятки від некомпетентних зазіхань: за його словами, пам'ятки в урочищі Артезіан опинилися на межі цілковитого знищення через тотальний і широкомасштабний грабунок, темпи якого щороку зростають. При цьому Винокуров додав, що діяльності організованих угруповань мародерів із сучасною апаратурою не протидіють належним чином правоохоронні органи; до того ж, співробітники ААЕ мали інциденти з «чорними копачами». За його даними, у 2005 р. на городищі площа знищеного культурного шару становила близько 100 кв. м, у 2006 р. — понад 200 кв. м, у 2007 р. — понад 500 кв. м, у 2008—2010 рр. — 820 кв. м; при цьому загинуло понад 9500 кубометрів унікального культурного шару, багатого на знахідки, а його артефакти були розграбовані. Вельми значних пошкоджень було завдано некрополю, де були пограбовані тисячі могил та десятки монументальних кам'яних склепів; площа грабунку склала понад 15 га. Винокуров назвав могильник «практично цілковито втраченим для науки». За підрахунками вчених, завдані вандалами збитки городищу Артезіан за 2007—2010 р. склали від 3 до 5 млн євро.
У серпні 2013 р. було повідомлено про виявлення на території городища римського шолома приблизно 1-ї пол. І ст. н. е.: верхня його частина розсипалася на порох, однак нижня та середня чудово збереглися. Унікальну знахідку пообіцяли презентувати після реставрації.

## Після російської окупації Криму
Після російської окупації Криму з березня 2014 р. дослідження на городищі проводяться в односторонньому порядку російською стороною з порушенням законодавства України. У 2014 р. за рішенням президента РФ В. В. Путіна до складу «Східнокримського історико-культурного заповідника» («СІКМЗ») були включені городище та некрополь Артезіан. Заповідна зона мала охопити територію в межах 146 га та об'єднати ансамбль пам'яток від епохи бронзової доби до пізнього середньовіччя. У 2015—2017 рр. роботи з визначення меж території цих об'єктів штучно гальмувалися бюрократичними зволіканнями та відсутністю фінансування.
У 2016 р. у зв'язку з активним протиправним будівництвом інфраструктурних об'єктів на Керченському півострові (міст через Керченську протоку, реконструкція автомобільних і залізничних магістралей тощо) в районі розкопок були проведені масштабні топографо-геодезичні роботи, що мали на меті створення топографічних матеріалів на всю площину городища для визначення та «юридичного закріплення» його меж як об'єкта культурної спадщини, а також уточнення просторового розташування результатів розкопок. Комплекс незаконних топографо-геодезичних робіт на городищі Артезіан 2016—2017 рр. у рамках проекту «Експедиція CREDO» було проведено за ініціативою «ААЕ» та компанії «Кредо-Діалог» (Республіка Білорусь) із залученням фахівців компаній «Ефективні технології» (Санкт-Петербург, РФ) та «ПРИН» (Краснодарська філія), а також волонтерів — студентів різних геодезичних вишів РФ. Дані передбачалося використати для створення просторово-інформаційної цифрової моделі пам'ятки та на її основі підготувати комплект топографо-геодезичних документів для «юридичного оформлення» об'єкта культурної спадщини, поточного та перспективного проведення археологічних досліджень та музеєфікації пам'ятки. Основним результатом робіт останнього етапу стала просторово-інформаційна цифрова модель археологічної пам'ятки, яка містить цифрову модель місцевості (ЦММ) у форматі CREDO, плани будівельних залишків розкопів, космічні знімки, дані БЛА, дані про планово-висотну мережу, межі об'єкта культурної спадщини, растрові топографічні мапи дрібних масштабів, дані про археологічні об'єкти на прилеглих територіях та інші додаткові дані. Автори досліджень вважають їх внеском у відтворення загальної картини розвитку локальних природно-географічних зон Артезіанського (Салинського) урочища та прилеглих до нього територій Кримського Приазов'я і сподіваються, що зібрана ними у цифровому вигляді просторова територіально-розподілена інформація сприятиме реконструкції антропогенного впливу на навколишній природний ландшафт протягом усього четвертинного періоду. Також було поставлено завдання створення єдиної археологічної геоінформаційної системи Європейського Боспору.
6 травня 2017 р. у «СІКМЗ» заявили про знищення археологічних об'єктів античного городища та некрополя Артезіан внаслідок «незаконного» видобутку піску в Ленінському районі "ТОВ «Новий регіон». На північний захід від пам'яток розгорнулася праця «нелегальних» кар'єрів, котрі здійснювали глибинне буріння на території розташування 20 курганів з насипами заввишки до 2 м, античний шлях, елліністичне селище та 450 м² ґрунтового некрополя з античними гробницями на глибину до 0,7 м. У відвалі культурного шару перебували плити перекрить гробниць, будівельні уламки, бут та фрагменти античної кераміки перших століть нашої ери. В «СІКМЗ» також повідомили, що територія, прилегла до городища Артезіан, потрапляє до переліку місць, призначених для розробки кар'єрів з видобутку піску, що є неприпустимим, і додали, що городище є єдиним об'єктом, шар якого дає датування початку боспоро-римської війни. «СІКМЗ» своїм коштом провів незалежну експертизу піску, яка показала невідповідність його якості до потреб дорожнього будівництва.
16 травня 2017 р. у зв'язку з зазначеними подіями Міністерство культури України видало заяву щодо протиправних дій РФ, які завдають або можуть завдати шкоди культурній спадщині України на території АР Крим. Того ж дня «голова Криму» Сергій Аксьонов дав персональне доручення «віце-прем'єрові» Юрію Гоцанюку виїхати до Керчі та особисто розібратися в ситуації довкола городища. Тоді ж у «міністерстві екології та природних ресурсів республіки Крим» заявили, що городище Артезіан не входить до меж ділянки надр, наданої у користування "державному унітарному підприємству РК «Кримгеологія», і не підпадає під розробку кар'єра.
28 червня 2017 р. «директор» «СІКМЗ» Тетяна Умріхіна заявила, що її «установа» має намір притягнути до «суду» «надрокористувачів» за видобуток піску без історико-археологічної експертизи на території Чегене-Салинського родовища поблизу городища Артезіан. За її словами, «СІКМЗ» домігся проведення такої експертизи, а видобуток піску до її проведення був «незаконним».
У 2017 р. в зоні облаштування кар'єру на Чегене-Салинському родовищі були виявлені сліди цілеспрямованих археологічних робіт, проведених без «відкритого листа» приблизно восени-взимку 2016 р. "ТОВ «Таврійське археологічне товариство» на чолі з О. Ю. Манаєвим. Влітку «ААЕ» провела археологічне обстеження земельних ділянок кар'єру спільно з ТОВ «Центр реставрації та збереження пам'яток» (Саратов, РФ).
Восени 2017 р. за сприяння «ААЕ» та «СІКМЗ» були здійснені археологічні дослідження з уточнення меж городища та некрополя Артезіан: за результатами робіт межі були розширені зі 146 до 160 га, однак за наполяганням «державного комітету з охорони культурної спадщини республіки Крим» вони були скорочені до 88 га, однак і в цих розмірах не були затверджені. «Комітет» виключив з меж пам'ятки південні ділянки з об'єктами археологічної спадщини, які потрапляли до меж Центрально-Салинського кар'єру, що істотно забезпечило свободу дій комерційних структур у подальшому «господарському освоєнні» урочища Артезіан. При цьому було встановлено факт проведення «незаконних археологічних робіт» на території Центрально-Салинського родовища пісків, замовником яких виступило ТОВ «Каравелла». У 2018 р. «комітет» поквапився погодити зайняту організацією територію для кар'єрних розробок як вільну від археологічних надбань, що не відповідало дійсності й викликало протести з боку керівництва ААЕ та «СІКМЗ».
24 жовтня 2018 р. «державний комітет з державної реєстрації та кадастру республіки Крим» вніс городище Артезіан до російського Єдиного державного реєстру нерухомості під номером 90.07.2.78.Н. Того ж року на городищі було відкрито стіни правильно орієнтованих багатокамерних кам'яних будівель, які в окремих місцях виходили на поверхню. Також у 2018 р. у прикурганному просторі «Курган Чистопілля-Північне» було виявлено ґрунтовий античний некрополь, який залишився недообстеженим; його межі не були встановлені. Могильник був презентований як відокремлений об'єкт, який складається з двох окремих некрополів: епохи еллінізму та I ст. до н. е. — I ст. н. е. Некрополь є ділянкою південно-західного могильника городища Артезіан, від якого розташований за 373 м; інших об'єктів археологічної спадщини, розташованих ближче, нема. На цьому ж місці розвідки ААЕ виявили середньовічний ґрунтовий могильник, який відповідає античному та середньовічному періодам життя городища Артезіан. На південному схилі урочища Артезіан у межах території Центрально-Салинського родовища, крім південно-західного некрополя, було виявлено поселення «Сторожова вежа (Форт)». Виявлені об'єкти були поставлені під «державну охорону» з визначенням меж, «охоронні картки» були спрямовані до «державного комітету з охорони культурної спадщини республіки Крим» для внесення до російського державного реєстру.
18 серпня 2019 р. Микола Винокуров розповів про продовження досліджень фортифікаційних споруд городища Артезіан. За його словами, уздовж підпорної стіни було виявлено чимало жертовних комплексів, а в некрополі — доволі незвичні поховання, в яких було знайдено світильники, прикраси та червонолаковий посуд. Також на території пам'ятки були знайдені пантикапейські монети IV—III ст. до н. е., які раніше не траплялися. Головним результатом експедиції стало завершення 15-річних робіт з розкопок слідів пожежі часів Боспорсько-Римської війни (44-47 рр. н. е.) та виявлення нових артефактів, які висвітлюють дату побудови міста. Також були знайдені 16 колодязів, які належали до пізньої цитаделі, та колодязь, який належить до ранньої цитаделі.